# Bitva o Zvolen
Po vyhlášení samostatnosti v říjnu 1918 obsadily československé vojenské jednotky postupně země Horních Uher. Ultimátum dohodových mocností ohledně územních ztrát dalo v Budapešti moc do rukou bolševické vlády, která chtěla obnovit Uhersko a spojit se s tehdejším bolševickým Ruskem. Koncem května 1919 maďarská vojska dobyla část Slovenska, ovšem v bojích u Zvolena ve dnech 10. – 13. června byla odražena a československé jednotky přešly do útoku a zajistily slovenské území.

## Situace na přelomu let 1918–1919

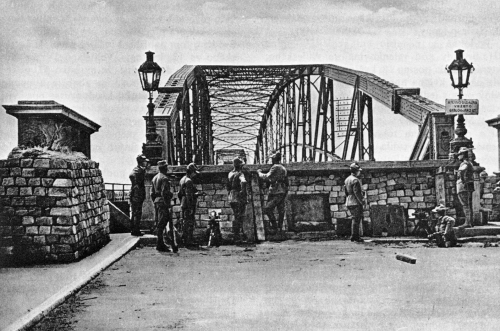
Čs. legionáři z Itálie obsadili Alžbetin most v Komárnu

Počátkem listopadu 1918 se vyhlášení nezávislosti rozšířilo po většině území českých zemí. Pohraniční okresy byly do konce roku obsazeny nově vytvořeným vojskem a historické hranice země byly v podstatě zabezpečeny. Velkou otázkou ale zůstávalo Slovensko, které nebylo geopoliticky definováno. Bylo jasné, že jižní hranice dosavadní Horní země budou tam, kde ji narýsují bodáky československého vojska. Demarkační čára mezi Československem a Maďarskem byla válečnou radou Dohody určena 25. listopadu 1918. V polovině února 1919 však byla posunuta na československý nátlak značně k jihu. Tím se k Československu dostala území, která byla obydlena Slováky, kteří byli obětí silné maďarizace.[zdroj?] 21. března 1919 vznikla v Maďarsku tzv. Maďarská republika rad, jejíž představitelé vyhlásili diktaturu proletariátu a revoluční válku. Maďarské vojenské velení se pokoušelo dobýt Horní zemi a přes Karpaty se spojit se sovětskými bolševiky. 28. dubna byla vydána směrnice o postupu československých vojsk na obsazení území, které bylo určeno na základě rozhodnutí válečné rady Dohody. Postup slabých vojenských jednotek na demarkační čáru se však změnil v katastrofu a maďarské revoluční jednotky zahájily v květnu postup dvěma směry – na Prešov vstříc Rudé armádě a přes Lučenec a Zvolen na Žilinu. 16. června v Maďary obsazeném Prešově vznikla tzv. Slovenská republika rad, která nastolila na obsazeném území diktaturu proletariátu. Mezitím došlo v československé armádě ke změně. Málo spolehlivé italské velitele vystřídali francouzští generálové a důstojníci. Do čela nově zorganizované československé 2. pěší divize se postavil plukovník francouzských legií a veterán Cizinecké legie Josef Šnejdárek. Prapory a pluky rozbité v předchozích bojích se zformovaly a spolu s novými jednotkami ustupovaly v hornatém terénu od jedné obranné čáry k druhé. Necelý týden stačil Šnejdárkovi, aby zkonsolidoval podřízená vojska a připravil je k útočným akcím.

## Bitva

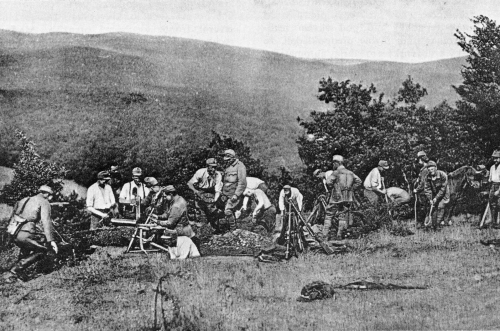
Odpočinek vojáků a čištění zbraní v době bojů proti maďarské Rudé armádě - květen 1919

Ráno 10. června zahájila 2. pěší brigáda demonstrační útok na Zvolen. Její levé křídlo se překvapivě objevilo v boku maďarských vojsk, pravé křídlo vstoupilo do Banské Štiavnice. Všechny maďarské útoky následujícího dne byly odraženy a 2. divize pokračovala v útoku. Šnejdárek změnil směr úderu a 13. června nařídil obchvatný útok na Zvolen. Po čtyřech hodinách boje obsadily jeho jednotky dominantní kóty a začal útok na klíčové pozice maďarské obrany. Kolem poledne dosáhly první jednotky Zvolena a fronta byla proražena do hloubky 10 kilometrů. Do československých rukou se tak dostal celý střední tok Hronu a maďarské velení již nemělo zálohy, jimiž by mohlo průlom zacelit.

## Následující události
Dobytí Zvolena znamenalo bojový obrat. Československá armáda se ujala iniciativy a zaútočila na Maďary ve dvou směrech – na Levice a na Lučenec. Rozpoutaly se týdenní boje, ve kterých byly vyčerpány veškeré maďarské zálohy. Maďarské armádní velení souhlasilo s příměřím a stáhlo se za demarkační čáru. Zajímavé bylo použití vojenské lsti se Senegalci.

## Dezinformace o Senegalcích
Šnejdárek mínil útočit na Maďary ve směru Levice od severu. Francouzský generál Schüler, Alsasan, měl útočit ze západu. Béla Kun pravděpodobně velel bolševikům. Jelikož Šnejdárek neměl téměř žádné zálohy, rozhodl se pro lest. Zavolal si jednoho z důstojníků a dal mu příkaz, aby vyrazil směrem ke Košicím a vzal s sebou asi stovku vojáků v plátěných uniformách. Tito vojáci si museli načernit tváře a ruce a na hlavu si uvázat ne zcela bílé šátky jako turbany. Na každé železniční stanici pak museli vystoupit, chodit po peróně a hovořit nahlas „senegalsky“. Důstojník oponoval, že nemá ani jednoho vojáka, který umí senegalsky. Šnejdárek jej ubezpečil, že stačí, když budou něco nesrozumitelně drmolit, ale srozumitelné musí být slovo Senegal. Počítal s tím, že nejeden maďarský špión se tohoto slovíčka chytí a údaje trochu přežene, aby dostal vyšší odměnu. „Senegalci“ vystoupili pouze v Žilině a v Košicích, přesto za 48 hodin v Pešti „věděli”, že Franchet d'Espèrey, vrchní velitel spojenecké armády na Balkáně, poslal Šnejdárkovi přes Rumunsko jako zálohu dva pluky Senegalců (asi 6000 vojáků). Z Pešti se poté dezinformace dostala na frontu, kde řada maďarských vojáků nechtěla padnout do zajetí a vrhala se do řeky ze strachu před lidožrouty. Senegalce tvořili mladí vojáci z Vršovic v Praze.

## Citát
| „                                                                                             | Toť ta zem, která dnes chce, abyste s ní sňali pouto, okem slzavým přihlíží k Čechům a volá: Pojďte, pojďte pomoci! Jsme otroci, ale máme též houževnatost otroků. Přijďte k nám, a my přísaháme, že s vámi vytrváme v boji! | “ |
| — Slovenský politik a místopředseda poslanecké sněmovny Metod Matej Bella, 15. listopadu 1918 | |   |